# قاذفة لهب

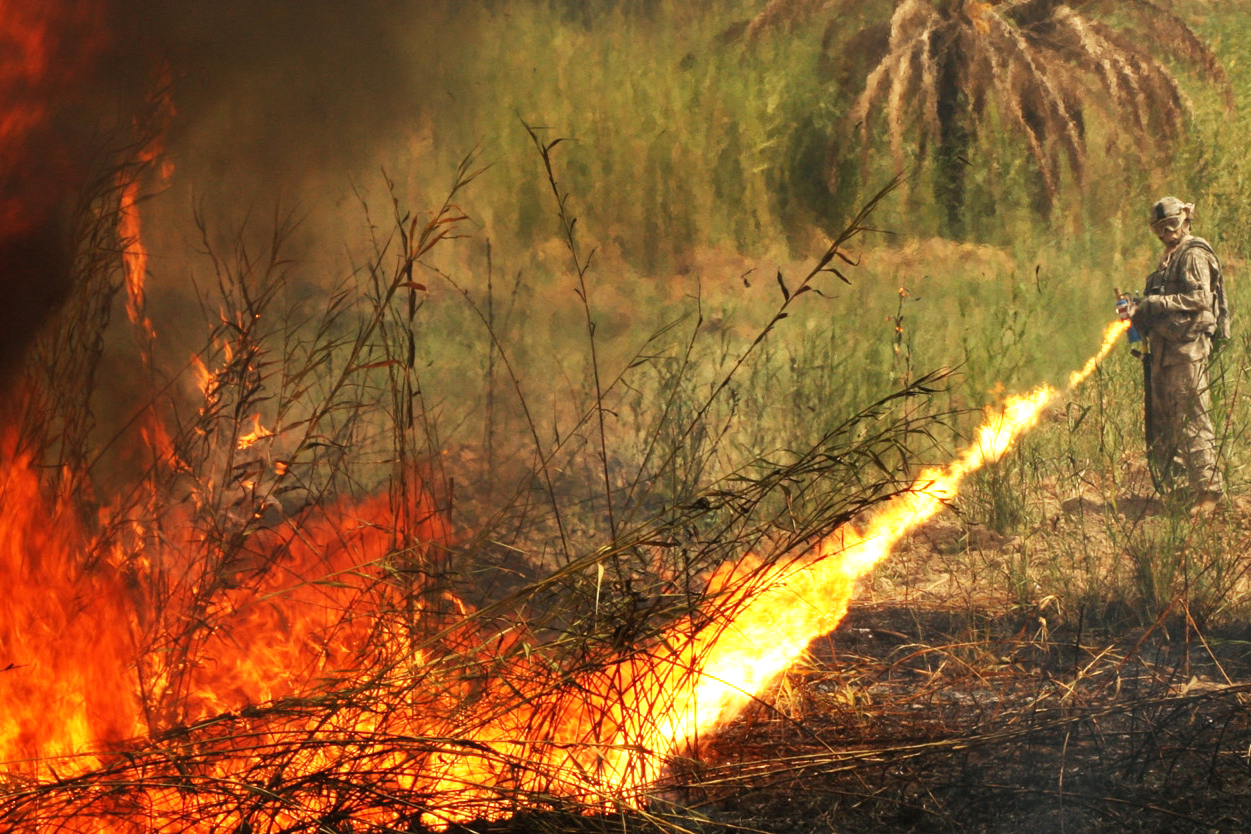
جندي يزيل العشب باستعمال قاذفة اللهب

قاذفة اللهب أو قُذافة اللهب أو الأُلْهُوب أو المِلْهاب هي جهاز ميكانيكي حارق يستخدم لقذف سيل طويل وقابل للتوجيه من اللهب. وظفه الإغريق للمرة الأولى في القرن الأول الميلادي، أما في التاريخ المعاصر، فقد استُخدمت قاذفات اللهب في الحرب العالمية الأولى وبشكل أوسع في الحرب العالمية الثانية.
تستخدم معظم قاذفات اللهب سوائل قابلة للاشتعال مركزة بكثافة شبيهة بالنابالم، أما قاذفات اللهب التجارية فهي تستخدم عادة تراكيز عالية من البروبان والبنزين، لأن هذه السوائل والغازات المتحركة أكثر أمانًا في الاستخدامات السلمية، إذ إن لهبها يتلاشى بشكل أسرع ويكون إطفاؤه أسهل غالبًا عند الضرورة، لأنها متطايرة ولأن بقاياها السائلة تُمتص بسهولة في الأوساط ذات المسامات مثل التربة الجافة.
على النقيض من ذلك، يلتصق الوقود اللزج أو الهلامي لقاذفات اللهب العسكرية بأسطح الأهداف ويكون إخماده بالماء أكثر صعوبة، بذلك يكون إشعاله مرة أخرى أكثر سهولة بعد إطفاء النيران. وهي تنتشر بشكل أقل من السوائل المتطايرة، ما يسمح بإحداث حرق أكثر دقة وموجه بشكل جيد.
من وجهة النظر العسكرية، عند احتراق وقود قاذفة اللهب في وسط مغلق مثل نفق أو حفرة، تكون تأثيراته أكبر من تهديد الحرق بحد ذاته، لأن اللهب سرعان ما يستهلك الأكسجين المحتجز ويلوث الهواء في داخل النفق، لذلك قد يصبح استنشاق الدخان والاختناق سلاحين فعالين كاللهب.
بصرف النظر عن الاستخدامات العسكرية، تملك قاذفات اللهب استخدامات سلمية عند وجود حاجة لاحتراق منظم وموجه مثل حصد قصب السكر وبعض مهمات تنظيم الأراضي. بعض النماذج مصممة ليحملها المشغل على ظهره، بينما تُركب نماذج أخرى على مركبات تحملها.

## قاذفات اللهب العسكرية

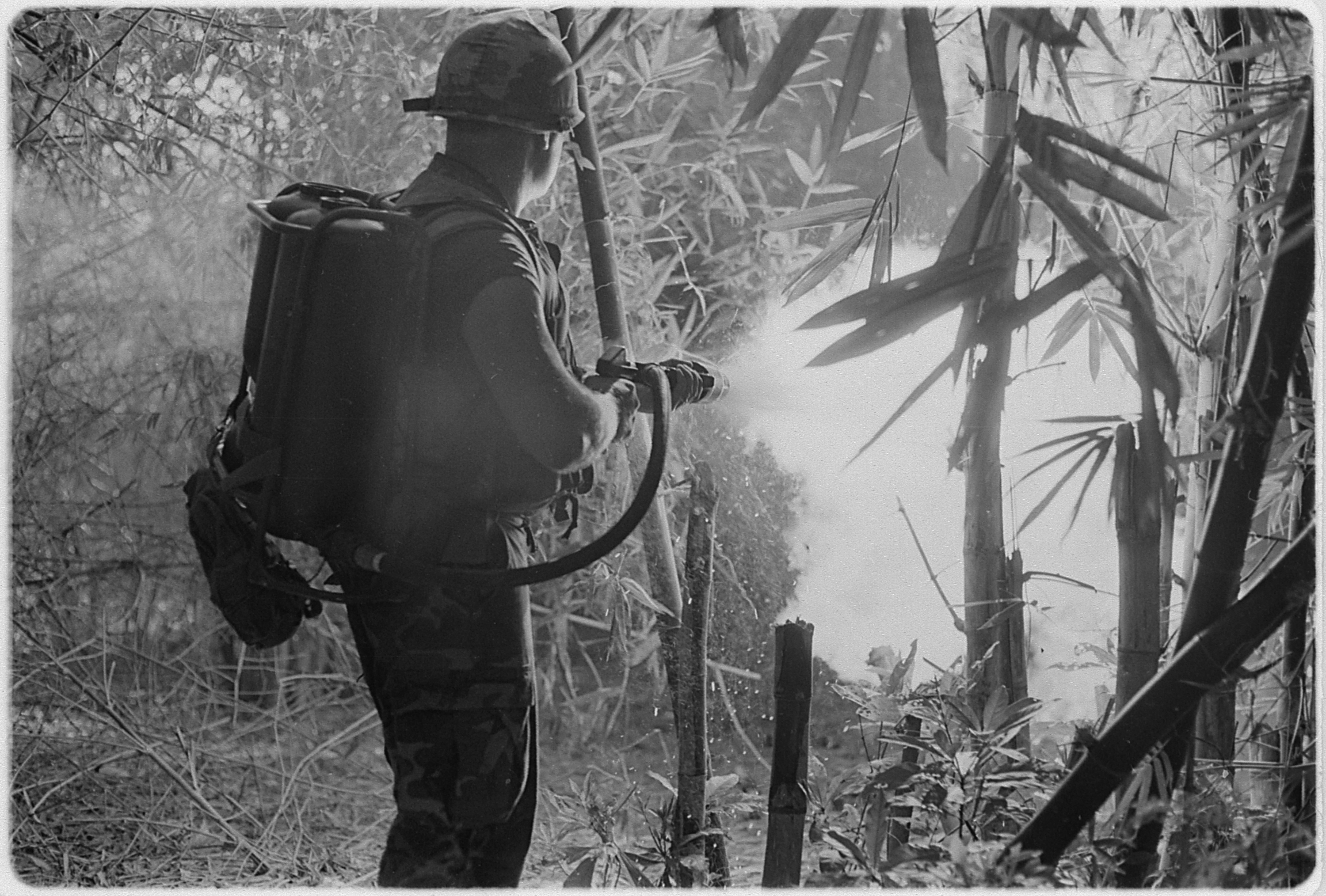
جندي أمريكي يطلق قاذف اللهب خلال حرب فيتنام

استُخدمت قاذفات اللهب الحديثة للمرة الأولى خلال حرب الخنادق في الحرب العالمية الأولى ثم توسع استخدامها بشكل كبير في الحرب العالمية الثانية. يمكن أن تكون هذه القاذفات محمولة على آليات مثل الدبابات أو مصممة ليحملها شخص واحد.
تتكون قاذفات اللهب المحمولة من عنصرين: حقيبة الظهر والبندقية. تتكون حقيبة الظهر عادة من أسطوانتين أو ثلاث. في النظام المكون من أسطوانتين، تحتجز إحدى الأسطوانتين غازًا خاملًا مضغوطًا بشكل كبير يولد قوة الدفع (عادة هو النتروجين)، أما الأخرى فتحمل غازًا مشتعلًا هو وقود السيارات (البنزين) غالبًا، مضافًا إليه أحد أشكال المواد المكثفة للوقود.
أما النظام ثلاثي الأسطوانات فيتكون عادة من أسطوانتين خارجيتين من السائل القابل للاشتعال وأسطوانة مركزية من الغاز الخامل القاذف للحفاظ على توازن الجندي الحامل له. يقذف الغاز المضغوط الوقود السائل خارج الأسطوانة عبر أنبوب مرن ثم يوجهه إلى الجزء الثاني من قاذف اللهب (البندقية). تتكون البندقية من خزان صغير وصمام مزود بنابض ونظام إشعال، يؤدي ضغط زناد إلى فتح الصمام ما يسمح للسائل المضغوط والقابل للاشتعال بالتدفق والعبور فوق موقد اللهب ثم عبر فتحة البندقية. يمكن لموقد اللهب أن يكون واحدًا من عدة أنظمة إشعال: أحد الأنظمة البسيطة هي الوشيعة السلكية المسخنة كهربائيًا، ويوجد نظام آخر يستخدم شعلة إيقاد صغيرة تُغذى بالوقود المضغوط الموجود في الجهاز.
تعتبر قاذفة اللهب سلاحًا فعالًا يملك تأثيرًا نفسيًا كبيرًا، فهو يلحق بالضحية موتًا مرعبًا بشكل فظيع جدًا.
أدى هذا إلى دعوة بعض الأطراف لمنع هذا السلاح دوليًا. يُستخدم هذا السلاح بشكل خاص ضد التحصينات في ميدان المعركة مثل الخنادق والأنفاق وغيرها من النقاط المحمية بشكل جيد.
تضخ قاذفة اللهب سيلًا من السائل القابل للاشتعال، لا مجرد لهب، ما يسمح للسائل بالارتداد على الجدران والأسقف ونشر اللهب إلى أماكن لا يمكن رؤيتها، مثل الجزء الداخلي من الخنادق والنقاط المحصنة. بشكل تقليدي، يصور الإعلام المرئي قاذفات اللهب بأنها سلاح قصير المدى وفعال على مدى أمتار قليلة فقط (بسبب استخدام غاز البروبان كوقود في قاذفات اللهب المستخدمة في الأفلام حرصًا على سلامة الممثلين). تستطيع قاذفات اللهب المعاصرة إحراق هدف على بعد 50 إلى 80 مترًا (160 – 260 قدمًا) من القاذف. بالإضافة إلى ذلك، يمكن إطلاق سيل غير مشتعل من السوائل سريعة الاشتعال ثم إشعاله، كأن يبدأ بالاشتعال لوحده بفعل مصباح أو شعلة ما داخل النفق أو المكان المحصن.
تشكل قاذفات اللهب خطرًا كبيرًا على حاملها للأسباب التالية:
أولى العوائق هي طول ووزن السلاح، ما يعيق حركة الجندي.
- فعالية السلاح محدودة فقط بعدة ثوان من زمن الاحتراق الفعال -بما أنه يستهلك الوقود بسرعة كبيرة- ما يلزم الجندي الحامل له بأن يكون دقيقًا وموفرًا.
- كان السلاح مرئيًا بشكل واضح في ميدان المعركة، ما جعل من حامليه أهدافًا واضحة خصوصًا بالنسبة للقناصين.
- نادرًا ما كان حاملو قاذفة اللهب يقعون في الأسر، خصوصًا عندما ينجو الهدف من الهجوم. في بعض الأحيان، كان مستخدمو قاذف اللهب يُعدمون بشكل ميداني.[4]
- يعتبر المدى الفعال لقاذف اللهب قصيرًا نسبيًا بالمقارنة مع الأسلحة الحربية الأخرى المشابهة بالحجم. إذ يتوجب على حامل قاذف اللهب أن يقترب من هدفه حتى يصبح سلاحه فعالًا مخاطرًا بالتعرض للنيران المعادية. عانت قاذفات اللهب المحمولة على الآليات من المشكلة ذاتها؛ بالرغم من أنها تملك مدى فعالًا أكبر بكثير من ذلك الذي تقدمه قاذفات اللهب المحمولة على الظهر، فإن هذا المدى قصير مقارنة بأسلحة المشاة الأخرى.

إن خطورة تعرض حامل القاذف للحرق نتيجة انفجار سلاحه بالنيران المعادية هو أمر مبالغ به في الأفلام. لكن السلاح انفجر بحامله في بعض الحالات نتيجة الإصابة بالرصاص أو بشظايا القنابل اليدوية. في الفيلم الوثائقي فيتنام إن إتش دي الذي أعدته شبكة هيستوري، يذكر الرقيب تشارلز براون قائد الفصيلة قصة عن مقتل أحد جنوده عند إصابة قاذف اللهب الخاص به بشظايا قنبلة يدوية خلال المعركة من أجل التلة 875.
«إن حاملي قاذفات اللهب لم يواجهوا في العادة موتًا ناريًا من أقل شرارة أو حتى عند إصابة خزان الوقود برصاصة عادية بشكل شائع كما يُصور في أفلام الحرب الحديثة. إن مستوعبة الغاز [أي جهاز رفع الضغط] مملوءة بغاز غير قابل للاشتعال تحت ضغط عالٍ. عند تمزق هذه المستوعبة، يمكن أن تدفع حامل القاذف نحو الأمام، إذ أنه يتمدد بشكل مشابه للمادة المتطايرة التي تندفع من عبوة مضغوطة عند ثقبها. يكون المزيج المشتعل في مستوعبات الوقود صعب الإشعال، لهذا السبب توجد حاجة لأجهزة الإشعال المليئة بالمغنيزيوم عندما يجري إطلاق النار من السلاح. أطلق النار على علبة معدنية مليئة بالديزل أو النابالم وسوف تتسرب المادة من العبوة بكل بساطة، إلا إذا كانت الرصاصة التي أُطلقت عليها من النوع المشتعل الذي يمكنه ببساطة إشعال المزيج في الداخل. ينطبق هذا أيضًا على مستوعبة وقود قاذف اللهب».
كانت أفضل طريقة لتقليل مساوئ الأسلحة النارية هي تركيبها على العربات المصفحة. أما أفضل مستخدمي أسلحة اللهب المحمولة على المركبات فكانوا دول الأمة البريطانية والولايات المتحدة الأمريكية؛ إذ نشر البريطانيون والكنديون «الدبابير» (وهي عربات مصفحة مجهزة بقاذف لهب) على مستوى كتائب المشاة، بدءًا من عام 1944، ثم ضموها إلى كتائب المشاة. من أوائل عربات قاذف اللهب المحمولة على الدبابات نذكر «بادجر» (وهي دبابة رام معدلة)، و«أوكي» التي استُخدمت بداية في إنزال دييب.

## التاريخ

### أوائل القرن العشرين

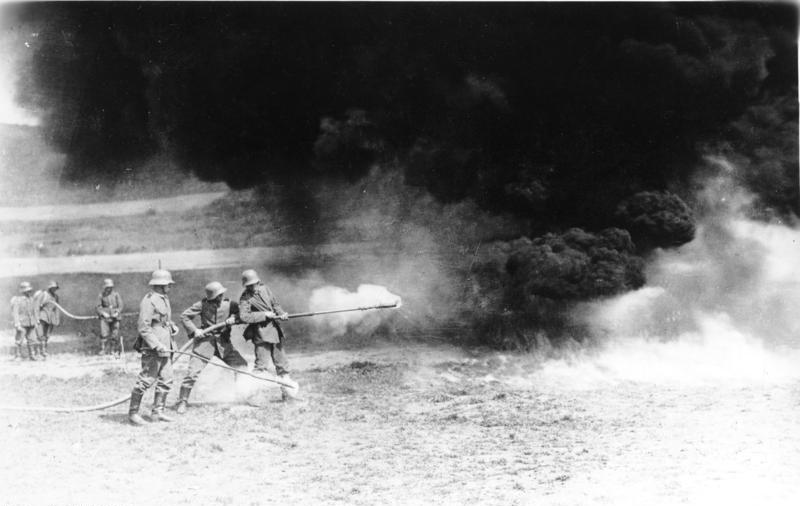
قاذفات اللهب الألمانية خلال الحرب العالمية الأولى على الجبهة الغربية ، 1917

الكلمة الإنجليزية لقاذف اللهب (flamethrower) هي ترجمة مستعارة للكلمة الألمانية فلامنفيرفر Flammenwerfer ، حيث تم اختراع قاذف اللهب الحديث في ألمانيا. وعادة ما يُنسب الفضل في أول قاذف اللهب، بالمعنى الحديث، إلى ريتشارد فيدلر. حيث قدم نماذج تقييم عن فلامنفيرفر إلى الجيش الألماني في عام 1901. وكان أهم نموذج تم تقديمه هو جهاز محمول، يتكون من أسطوانة عمودية واحدة بطول 4 أقدام (1.2 متر) ، مقسمة أفقياً إلى قسمين، مع غاز مضغوط في القسم السفلي وزيت قابل للاشتعال في القسم العلوي. أطلق السلاح نفاثة من النيران وسحب دخان هائلة على بعد حوالي 20 ياردة (18 م).
اخترع المجري غابور سزاكاتس Gábor Szakáts قاذف اللهب الذي استخدمه الجيش الألماني لأول مرة في الحرب العالمية الأولى. وكان سزاكاتس المجري الوحيد في قائمة مجرمي الحرب الذين جمعتهم فرنسا بعد الحرب بسبب اختراع قاذف اللهب. حتى بودابست مسقط رأسه رفضت دفن زاكاتس بسبب اختراعه هذا. ولم يقبل الجيش الألماني حتى عام 1911 أول جهاز حقيقي لإطلاق النار، حيث أنشأ فوجًا متخصصًا من اثنتي عشرة شركة مجهزة بـ Flammenwerferapparaten. على الرغم من ذلك، فإن استخدام النار في معارك الحرب العالمية الأولى قد سبق وأن أُستخدم قبل اختراع قاذف اللهب، حيث تم إشعال رذاذ البنزين بواسطة قنبلة حارقة في قطاع أرجون ميوز في أكتوبر 1914.
تم استخدام قاذف اللهب لأول مرة في الحرب العالمية الأولى في 26 فبراير 1915 ، عندما تم استخدامه لفترة وجيزة ضد الفرنسيين خارج فردان. وفي 30 يوليو 1915 ، تم استخدامه لأول مرة في عمل منسق ضد الخنادق البريطانية في قرية هوجي في بلجيكا، حيث كانت الخطوط متباعدة 4.5 متر (4.9 ياردة) ، وكانت الإصابات ناتجة بشكل أساسي عن دفع الجنود في العراء.  بعد يومين من القتال تكبد البريطانيون ضحايا 31 ضابطا و 751 من الرتب الأخرى.
دفع نجاح الهجوم الجيش الألماني إلى اعتماد الجهاز على جميع الجبهات. وكان قاذف اللهب مفيدًا على مسافات قصيرة  ولكن كان له قيود أخرى: كان مرهقًا ويصعب تشغيله ولا يمكن إطلاقه بأمان إلا من الخندق، مما حد من استخدامه في المناطق التي كانت فيها الخنادق المقابلة أقل من النطاق الأقصى للسلاح، وهي 18 مترًا (20 ياردة) - وهي حالة غير شائعة ؛ حيث يستمر الوقود أيضًا لمدة دقيقتين تقريبًا، ونشر الألمان قاذفات اللهب خلال الحرب في أكثر من 650 هجومًا.
جرب البريطانيون قاذفات اللهب في معركة السوم ، حيث استخدموا خلالها أسلحة تجريبية تسمى "Livens Large Gallery Flame Projectors" ، سميت لمخترعهم، ويليام هوارد ليفينز، وهو ضابط في المهندسين الملكيين. كان هذا السلاح هائلاً وغير محمول تمامًا. كان للسلاح مدى فعال يبلغ 90 ياردة، والتي أثبتت فعاليتها في تطهير الخنادق، ولكن بدون أي فائدة أخرى لذا تم التخلي عن المشروع.
نشر الجيش الفرنسي عائلة شيلت من قاذفات اللهب، والتي استخدمها الجيش الإيطالي أيضًا. واستخدم الجيش الروسي 11446 قاذفة لهب منتجة محليًا، وكان أكثر من 10000 منها تصميم توفارنيتسكي المحمول.
في فترة ما بين الحربين العالميتين، استخدم الجيش البوليفي أربعة قاذفات لهب على الأقل في حرب تشاكو أثناء الهجوم الفاشل على معقل باراغواي في ناناوا في عام 1933.

### الحرب العالمية الثانية

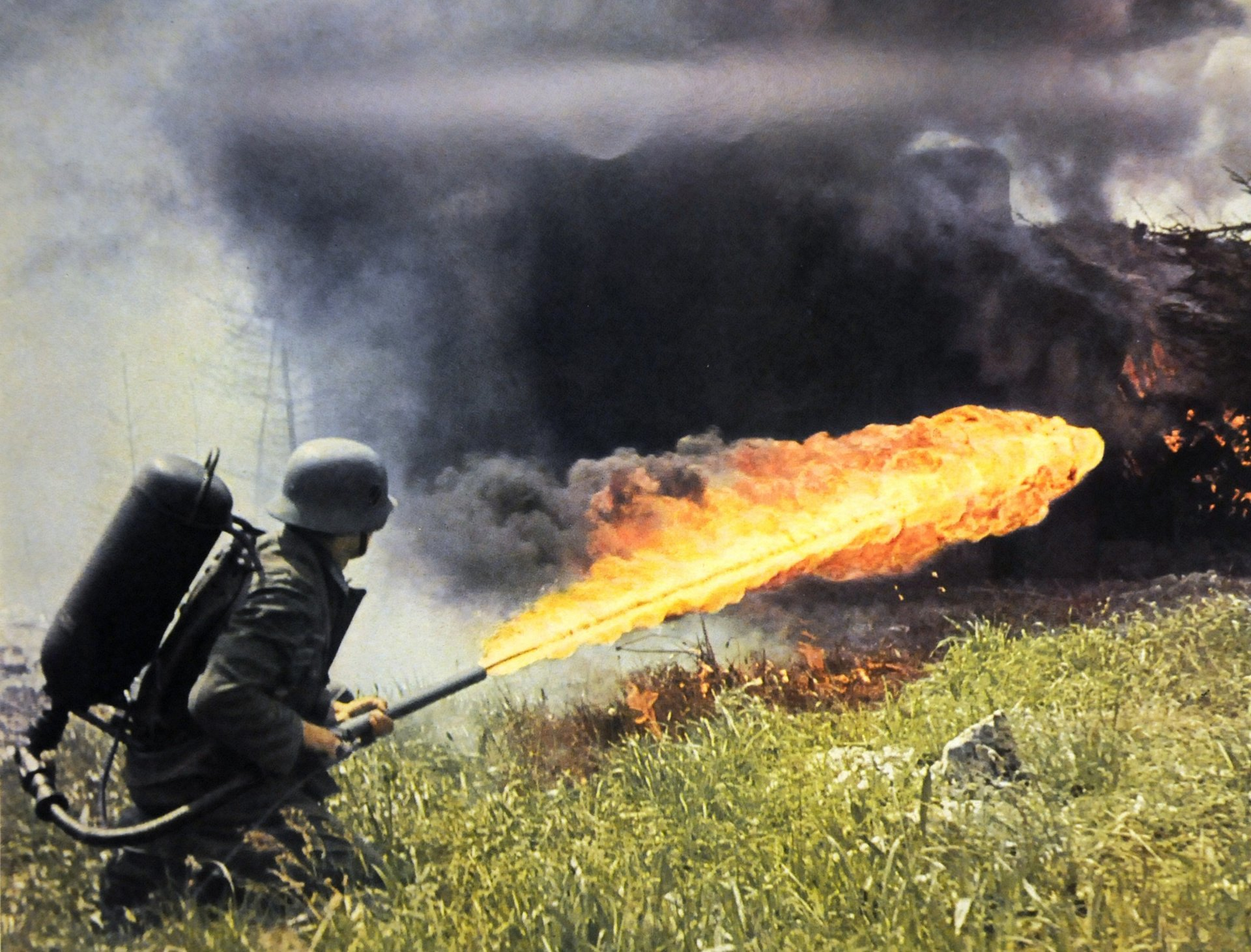
جندي ألماني يستخدم قاذف اللهب في روسيا

تم استخدام قاذف اللهب على نطاق واسع خلال الحرب العالمية الثانية. في عام 1939 ، نشر الفيرماخت لأول مرة قاذفات اللهب المحمولة ضد مكتب البريد البولندي في دانزيج. بعد ذلك، في عام 1942 ، قدم جيش الولايات المتحدة قاذفة اللهب المحمولة على الكتف، وأدى ضعف المشاة من حمل قاذفات اللهب على الظهر والمدى القصير للسلاح إلى تجارب مع قاذفات اللهب المحمولة على الدبابات (دبابات اللهب) ، والتي كانت تستخدمها العديد من البلدان. واستخدم الألمان السلاح (Flammenwerfer 35) بشكل كبير أثناء غزوهم لهولندا وفرنسا ضد التحصينات الثابتة. تميل قاذفات اللهب التابعة للجيش الألماني في الحرب العالمية الثانية إلى امتلاك خزان وقود كبير مع خزان ضغط مثبت على ظهره أو جانبه. احتل بعض قاذفات اللهب في الجيش الألماني الجزء السفلي فقط من ظهر مرتديها، تاركين الجزء العلوي من ظهره مجانيًا لحقيبة ظهر عادية.
تم استخدام قاذفات اللهب على نطاق واسع من قبل الوحدات الألمانية في المعارك الحضرية في بولندا عام 1943 في انتفاضة غيتو وارسو وفي انتفاضة وارسو عام 1944 ، ومع تقلص الرايخ الثالث خلال النصف الأخير من الحرب العالمية الثانية، تم إنتاج قاذف لهب أصغر حجمًا وأكثر إحكاما يُعرف باسم Einstossflammenwerfer 46. كما استخدمت ألمانيا أيضًا مركبات قاذفة اللهب، ومعظمها يعتمد على هيكل Sd.Kfz. 251 نصف مسار وخزانات Panzer II و Panzer III ، والمعروفة باسم Flammpanzers.
أنتج الألمان أيضًا Abwehrflammenwerfer 42 ، وهو لغم قاذف لهب دفاعي (فوغاس) ، بناءً على نسخة سوفيتية من السلاح. كان هذا في الأساس قاذف لهب يمكن التخلص منه للاستخدام الفردي حيث تم دفنه جنبًا إلى جنب مع الألغام الأرضية التقليدية في نقاط دفاعية رئيسية وتم تشغيله عن طريق سلك تحكم. احتوى السلاح على 30 لترًا من الوقود الذي تم تفريغه في غضون ثانية إلى ثانية ونصف، مما أدى إلى إنتاج شعلة بمدى 14 مترًا. تضمنت إحدى المنشآت الدفاعية التي عُثر عليها في إيطاليا سبعة أسلحة، تم إخفاؤها بعناية وتوصيلها بنقطة تحكم مركزية.
واستخدمت إيطاليا قاذفات اللهب المحمولة ودبابات اللهب خلال الحرب الإيطالية الإثيوبية الثانية من 1935 إلى 1936 ، وخلال الحرب الأهلية الإسبانية ، وأثناء الحرب العالمية الثانية. وكان خزان اللهب L3 Lf عبارة عن دبابة CV-33 أو CV-35 مع قاذف لهب يعمل من حامل المدفع الرشاش. واستخدمت اليابان قاذفات اللهب المحمولة على البشر لتطهير المواقع المحصنة، في معركة جزيرة ويك ، كوريجيدور ، معركة تينارو على غوادالكانال ، ومعركة خليج ميلن.

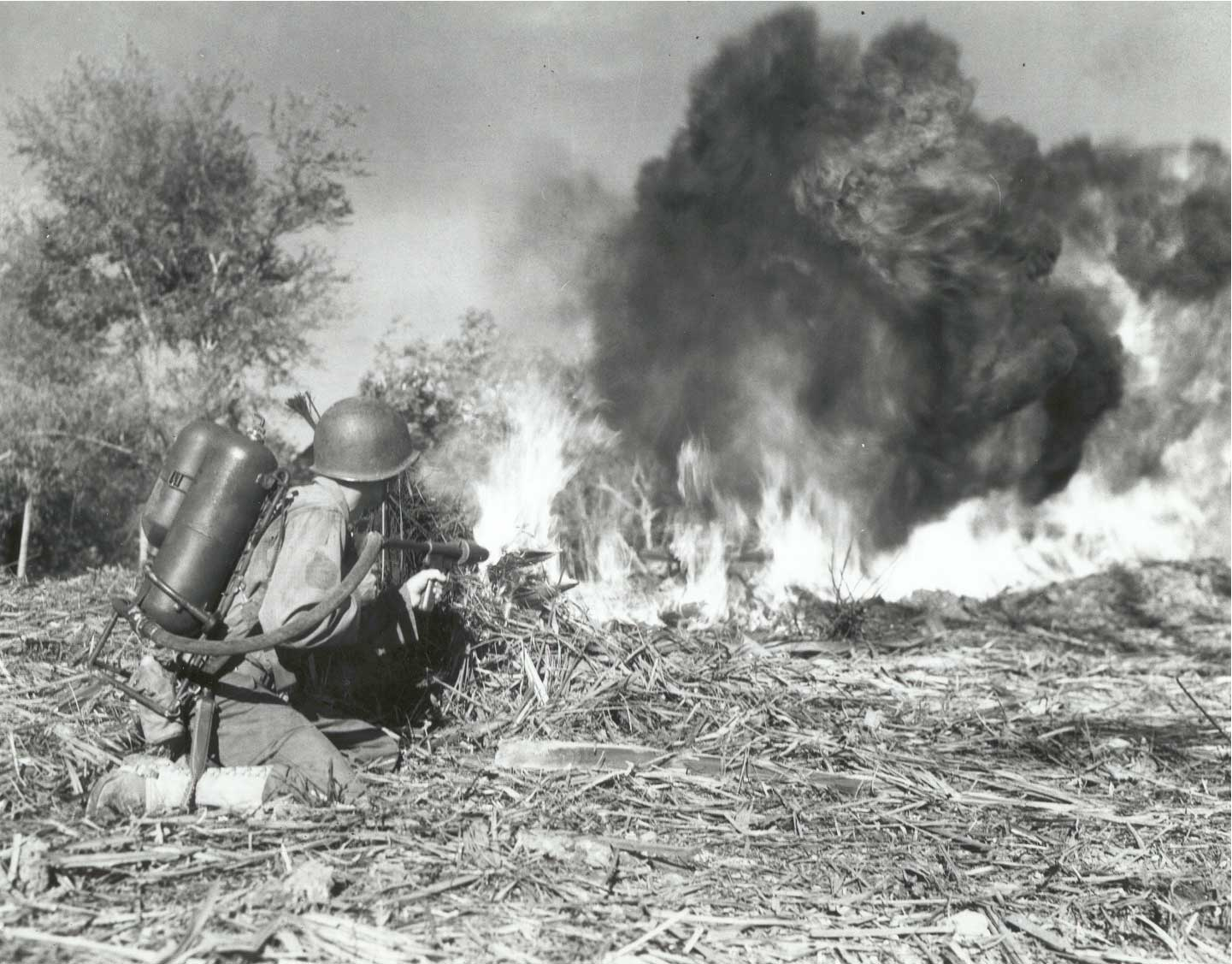
جندي أمريكي يستخدم قاذف اللهب M2

في مسرح المحيط الهادئ، استخدم الجيش الأمريكي قاذفات اللهب M-1 و M-2 لإزالة المقاومة اليابانية العنيدة من الدفاعات والكهوف والخنادق المعدة. بدءاً من غينيا الجديدة ، مروراً بالمراحل الختامية على جوادالكانال وأثناء الاقتراب من الفلبين وإعادة احتلالها، ثم من خلال حملة أوكيناوا ، ونشر الجيش وحدات قاذفة اللهب أكثر في المشاة البحرية، وكانت خدمة الحرب الكيميائية بالجيش رائدة في قاذفات اللهب على دبابات شيرمان (CWS-POA H-4). تم تشغيل جميع دبابات قاذف اللهب في أوكيناوا بواسطة كتيبة الدبابات المؤقتة رقم 713. وتم تكليفه بدعم جميع مشاة الجيش الأمريكي ومشاة البحرية. تم تدريب جميع وحدات قاذفات اللهب الميكانيكية في المحيط الهادئ من قبل متخصصين.
استخدم الجيش الأمريكي قاذفات اللهب في أوروبا بأعداد أقل بكثير، على الرغم من أنها كانت متاحة لوظائف خاصة. تم نشر قاذفات اللهب خلال عمليات إنزال نورماندي من أجل تطهير تحصينات المحور. أيضًا، تضمنت معظم فرق القوارب على شاطئ أوماها فريق قاذف اللهب من رجلين.
استخدم سلاح مشاة البحرية قاذفة اللهب M2A1-7 من نوع حقيبة الظهر وقاذفات اللهب M2-2 ، وكان وجودهما مفيدًا في تطهير مجمعات الخنادق والمخابئ اليابانية. كان أول استخدام معروف لقاذف اللهب المحمول في مشاة البحرية الأمريكية ضد الدفاعات الهائلة في تاراوا في نوفمبر 1943. وكان المارينز رائدين في استخدام دبابات M-3 Stuart المجهزة بخزانات اللهب. وعلى الرغم من فعاليتها، إلا أنها كانت تفتقر إلى الدروع اللازمة للتعامل مع التحصينات بأمان وتم التخلص منها تدريجياً لصالح دبابات M4 شيرمان المدرعة . كان المارينز قد نشروا سابقًا قاذفات لهب بحرية كبيرة ودبابات اللهب البرمائية LVT-4 و -5 بأعداد محدودة في أواخر الحرب، في الحالات التي تحصن فيها اليابانيون في كهوف عميقة، غالبًا ما استهلك اللهب الأكسجين المتاح، مما أدى إلى اختناق الركاب. قال العديد من الجنود اليابانيين الذين تمت مقابلتهم بعد الحرب إنهم مرعوبون من قاذفات اللهب أكثر من أي سلاح آخر.

### بعد الحرب العالمية الثانية

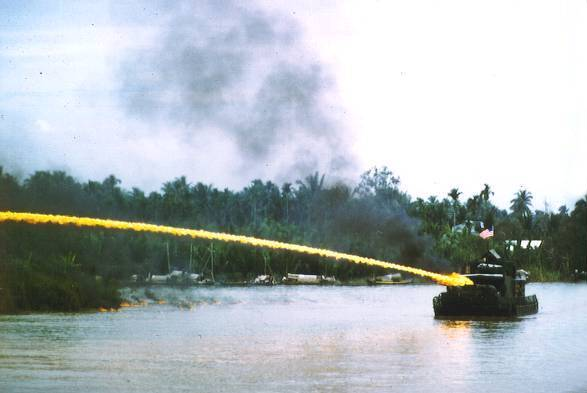
زورق نهري تابع للبحرية الأمريكية يطلق ألسنة اللهب خلال حرب فيتنام

استخدمت مشاة البحرية الأمريكية قاذفات اللهب في حربي كوريا وفيتنام. تم استخدام قاذف اللهب المدرعة M132، وحاملة الأفراد المدرعة M113 مع قاذفة لهب.
لم تكن قاذفات اللهب في ترسانة الولايات المتحدة منذ عام 1978، عندما توقفت وزارة الدفاع من جانب واحد عن استخدامها - وكان آخر قاذف اللهب المشاة الأمريكي هي M9-7 في حقبة فيتنام. اعتبرت ذات فعالية مشكوك فيها في القتال الحديث. على الرغم من بعض التأكيدات، فهي ليست محظورة بشكل عام، ولكن كأسلحة حارقة فهي تخضع لحظر الاستخدام الموصوف في البروتوكول الثالث لاتفاقية أسلحة تقليدية معينة.
تم تطوير قاذفات اللهب التابعة للجيش الأمريكي حتى طراز M9، بحيث يكون خزان الوقود عبارة عن كرة أسفل خزان الوقود الأيسر ولا ينزلق للخلف.
لا تزال الأسلحة الحارقة غير قاذفة اللهب في الترسانات العسكرية الحديثة. الأسلحة فراغية تم نشرها في أفغانستان من قبل الولايات المتحدة. طورت كل من الولايات المتحدة الأمريكية والاتحاد السوفيتي قاذفة صواريخ خصيصًا لنشر الذخائر الحارقة، على التوالي M202 FLASH و RPO "Rys" سلف RPO-A Shmel.
في المراحل الأخيرة من الاضطرابات، خلال منتصف الثمانينيات، قام الجيش الجمهوري الأيرلندي بتهريب عدد من قاذفات اللهب العسكرية السوفيتية LPO-50 (التي قدمتها لهم الحكومة الليبية) إلى أيرلندا الشمالية. استخدموا قاذف اللهب من بين أسلحة متعددة، لاقتحام نقطة تفتيش دائمة للجيش البريطاني في ديريارد، بالقرب من روسليا، في 13 ديسمبر 1989. كما شنت وحدة أخرى تابعة للجيش الجمهوري الأيرلندي هجومين في أقل من عام باستخدام قاذفة لهب على برج مراقبة تابع للجيش البريطاني، في كروسماجلين في مقاطعة أرما أوائل التسعينيات. وقعت الحادثة الأولى في 12 ديسمبر 1992 عندما كان المخبأ محصنًا من قبل الحرس الإسكتلندي، والثانية في 12 نوفمبر 1993. في حادثة 1993، اجتاحت كرة نارية ارتفاعها تسعة أمتار البرج لمدة سبع دقائق. تم إنقاذ أربعة حرس داخل البؤرة الاستيطانية بواسطة عربة مدرعة سكسونية.
في أبريل 2014 ، أفادت صحيفة تشوسون إلبو الكورية الجنوبية دون تأكيد أن مسؤولاً في حكومة كوريا الشمالية، أو سانغ هون، نائب الوزير في وزارة الأمن العام، قد تم إعدامه بواسطة قاذف اللهب.